# Museu de Xangai
O Museu de Xangai é um museu de arte chinesa antiga, situado na Praça do Povo, no distrito de Huangpu, em Xangai, na China. Reconstruído na sua localização atual em 1996, é considerado um dos primeiros museus modernos de classe mundial do país. O museu foi fundado em 1952 e abriu pela primeira vez ao público na antiga casa do clube de corrida de Xangai, agora na Rua de Nanquim.

## Acervo
O museu tem uma coleção de mais de 120 000 peças, incluindo peças em bronze, cerâmica, caligrafia, móveis, jades, moedas antigas, pinturas, selos, esculturas, artes de minorias e arte estrangeira. O Museu de Xangai abriga vários itens de importância nacional, incluindo um dos três espécimes existentes de um espelho de bronze transparente da Dinastia Han.

## Exposições
O museu dispõe de onze galerias e três salas especiais de exposições temporárias. As galerias permanentes são:
- Galeria do Bronze Chinês Antigo
- Galeria da Escultura chinesa antiga
- Galeria de cerâmica chinesa antiga
- Galeria de Jade chinês antigo
- Galeria de pinturas antigas chinesas
- Galeria da antiga caligrafia chinesa
- Galeria de selos chineses antigos
- Galeria de Ancient Numismática Chinesa
- Galeria de móveis chineses das dinastias Ming e Qing
- Galeria de artes e ofícios por Minorias chinesas